# Sacodiscus littoralis
Sacodiscus littoralis är en kräftdjursart som först beskrevs av Georg Ossian Sars 1904.  Sacodiscus littoralis ingår i släktet Sacodiscus och familjen Tisbidae. Arten är reproducerande i Sverige. Inga underarter finns listade i Catalogue of Life.